# Hermann Mester
Hermann Mester (* 24. April 1888 in Bremen-Strom; † 7. Juli 1973 in Bremen) war ein Landwirt und ein Bremer Politiker und Senator (SPD).

## Biografie

### Familie und Beruf
Mester war der Sohn eines Vollbauern in Strom. Er besuchte die Volksschule in Strom und war als Landwirt und als Mitarbeiter in landwirtschaftlichen Organisationen tätig. Von 1914 bis 1918 diente er als Soldat im Ersten Weltkrieg. Danach war er wieder als Landwirt im väterlichen Betrieb tätig. Von 1950 bis 1956 arbeitete er als Angestellter im bremischen Staatsdienst.

### Politik
1907 trat er in die Gewerkschaft und 1911 in die SPD ein. Er wurde 1918 Vorsitzender der SPD in Strom. Von 1925 bis 1933 wirkte er auch als Parteisekretär und Hauptkassierer der SPD in Bremen.
Er war 1919 Mitglied der Bremer Nationalversammlung und ab 1920 bis 1933 Mitglied der Bremer Bürgerschaft. Erfolglos kandidierte er 1928 für den Reichstag im Wahlkreis 15 (Osthannover). In der Zeit der Nationalsozialisten wurde er kurzzeitig in einem Konzentrationslager inhaftiert.
1945 wurde er Bürgermeister (Amtsvorsteher) und  später Ortsamtsleiter in der Landgemeinde bzw. Ortsteil Strom.
1946 wurde er in die erste Bremer Bürgerschaft gewählt und er war 1946 SPD-Fraktionsvorsitzender. Vom 28. November 1946 bis zum 22. Januar 1948 war er Senator für Ernährung und Landwirtschaft und vom 22. Januar 1948 bis zum 31. Dezember 1949 Senator für  Wohnungswesen und Landeskultur. Danach war er bis 1955 wieder Mitglied der Bremer Bürgerschaft und Mitglied der Deputation für Ernährung und Landwirtschaft.
Danach war er von 1952 bis 1964 Beiratssprecher im Beirat des Ortsamtes Strom bzw. Sprecher der Beiräte beim Innensenator.

### Weitere Mitgliedschaften
- Mester war von 1927 bis 1933 Mitglied des Gemeindeausschusses in Strom und Mitglied des Kreistages sowie Kreisausschusses Bremen.
- 1927 wurde er Vorsitzender des Verbandes landwirtschaftlicher Pächter Bremen-Stadt und Bremen-Land und Verwaltungsausschußmitglied der landwirtschaftlichen Berufsgenossenschaft.
- Er war 1946/1947 Mitglied des Ernährungs- und Landwirtschaftsrats der Bizone.
- Nach 1945: Mitglied der Wirtschaftskammer.
- 1956 bis 1968: Vizepräsident der Landwirtschaftskammer Bremen.
- Nach 1956: Zweiter Deichhauptmann beim Bremischen Deichverband am linken Weserufer.

### Ehrungen
- Die Senator-Mester-Straße in Strom wurde nach ihm benannt.
- Die Kleingärtner-Kolonie Hermann-Mester-Garten in Rekum wurde nach ihm benannt.